# Maple Plain (Minnesota)
Maple Plain è una città degli Stati Uniti d'America, situata in Minnesota, nella Contea di Hennepin.